# Joe Bar Team
Das Joe Bar Team ist eine Comicserie über Motorradfahrer und deren alltägliche Erlebnisse und Abenteuer. Autoren und Zeichner der Bände sind die Franzosen Christian Debarre (Bar2) und Stéphane Deteindre (Fane).

## Handlung
Die erste Ausgabe erschien 1990 und hatte insgesamt sieben Folgebände. Die Abenteuer des ersten Bands sind laut Klappentext in Paris um das Jahr 1975 angesiedelt und handeln von den Motorradausfahrten, illegalen Straßenrennen und Unfällen der Mitglieder des Joe Bar Teams. Die Geschichten des zweiten Bands folgen 20 Jahre später, weshalb die ursprünglichen Motorräder gegen jüngere Modelle getauscht wurden, und behandeln den Führerscheinerwerb und Umstieg von Mopeds auf Motorräder der nachfolgenden Generation. Der im November 1995 veröffentlichte dritte Band behandelt Fiffis, Börnies und Geges Schwierigkeiten bei der Beherrschung und Reparatur ihrer leistungsstarken Motorräder und führt mit der Kellnerin Josy erstmals eine weibliche Figur ein.

## Hauptcharaktere und deren Motorräder
Band 1
- Joe, Cafébetreiber der gleichnamigen Bar, der für gewöhnlich nicht Motorrad fährt, jedoch mehrfach auf einer Moto Guzzi V7 Special erscheint
- Eduard Nockenfell (französisch Edouard Bracame) auf Honda CB 750 Four, später eine Honda CB 1000 Big One
- Aimé Gafone auf Honda 750 Daytona Replica
- Guido Brasletti (fr. Guido Brasletti) auf Ducati 900 SS, später eine Ducati S 900
- Hans Rainer Kabel (fr. Jean-Raoul Ducable) auf Kawasaki 750 H2, später eine Suzuki GSX-R 750 W
- Manni Manczek (fr. Jean Manchzeck) auf Norton Commando 850 MK1, später eine Triumph 900 Daytona

zusätzlich ab Band 2
- Friedhelm „Fiffi“ Fäding (fr. Paul Posichon)  auf einem Mofa vom Typ MBK Mobylette 51 Sport, später eine Yamaha XT 600
- Bert „Börnie“ Brenner (fr. Pierre Leghnome) auf einem Motorroller vom Typ Peugeot SV50, später eine Yamaha V-Max
- Gustl „Gege“ Gaas (fr. Jérémie Lapurée) auf einer Honda Dax, später eine Harley-Davidson XL883R Sportster

## Veröffentlichung
In Frankreich wurden die Alben erstmals ab 1990 beim Verlag Vents d’Ouest verlegt.
In Deutschland wurden die Comics ab 1992 vom Egmont Ehapa Verlag vertrieben und unter anderem von der Zeitschrift Mopped – die junge Motorradzeitschrift abgedruckt. Die Comics wurden bis 2015 in acht Bänden herausgebracht, 1999 und 2002 erschienen Sonderbände.
- Joe Bar Team, Band 1, 1992, ISBN 3-7704-1240-0
- Joe Bar Team, Band 2, 1994, ISBN 3-7704-1241-9
- Joe Bar Team, Band 3, 1995, ISBN 3-7704-1242-7
- Joe Bar Team, Band 4, 1998, ISBN 3-7704-1243-5
- Joe Bar Team, Band 5, 2003, ISBN 3-7704-1234-6
- Joe Bar Team, Band 6, 2005, ISBN 3-7704-1245-1
- Joe Bar Team, Band 7, 2010, ISBN 978-3-7704-3333-9
- Joe Bar Team, Band 8, 2015, ISBN 978-3-7704-3780-1

Sonderbände
- Joe Bar Team, Das ausgeflippte Biker Buch, 1999, ISBN 3-7704-1237-0
- Joe Bar Team, Die Joe Bar Story, 2002, ISBN 3-7704-1235-4
- Joe Bar Team, Handbuch für Neu-Biker: Tipps und Tricks vom Schwarzen Windhund, 2012, ISBN 978-3-7704-3569-2